# Šaro-Argun (řeka)
Šaro-Argun (rusky Шароаргун) je řeka v Čečenské autonomní republice Ruské federace, pravostranný přítok řeky Argun.

## Geografie

### Prameny
Řeka Šaro-Argun pramení na severním svahu Pirikitského hřebene Velkého Kavkazu. Jejím zdrojem jsou ledovce a sněhová pokrývka horských vrcholů Danosmta (Донос-мта, 4176 m n. m.) na hranici s Gruzií, Češos-mta (Чешос-мта), Bolšoj Kaču (Большой Качу) a Malyj Kaču (Малый Качу). Jedním z hlavních zdrojů vody v prameništní oblasti Šaro-Argunu je výběžek ledovce v průsmyku Kaču ve výšce 3200 m n. m. Jsou zde i další četné přítoky a prameny, jeden z nich stéká až z výše 3500 m n. m. na východním svahu hřebene Etkirči, který je severním výběžkem hory Komitodatachkort.

### Okolní území
Povodí Šaro-Argunu je na jihu ohraničeno Pirikitským a Sněžným hřebenem, na západě hřebenem Kobulam a na východě Andijským hřebenem.
Od pramene k soutoku s Argunem Šaro-Argun protéká čečenskými okresy Šarojským, Čeberlojevským a Šatojským. Jižně od soutoku, který je v nadmořské výšce 530 m (některé zdroje uvádějí 355 m) leží obce Čiški a Daču-Barzoj, severně pak vesnice Duba-Jurt.

### Jezero v soutěsce
V horních partiích soutěsky Šaro-Argunu byl v roce 1934 tok řeky přehrazen sesuvem, v důsledku čehož zde vzniklo jezero Kebosoj (rusky озеро Кебосой). Později však řeka tuto přírodní hráz zčásti prorazila.

## Charakteristika a zajímavosti

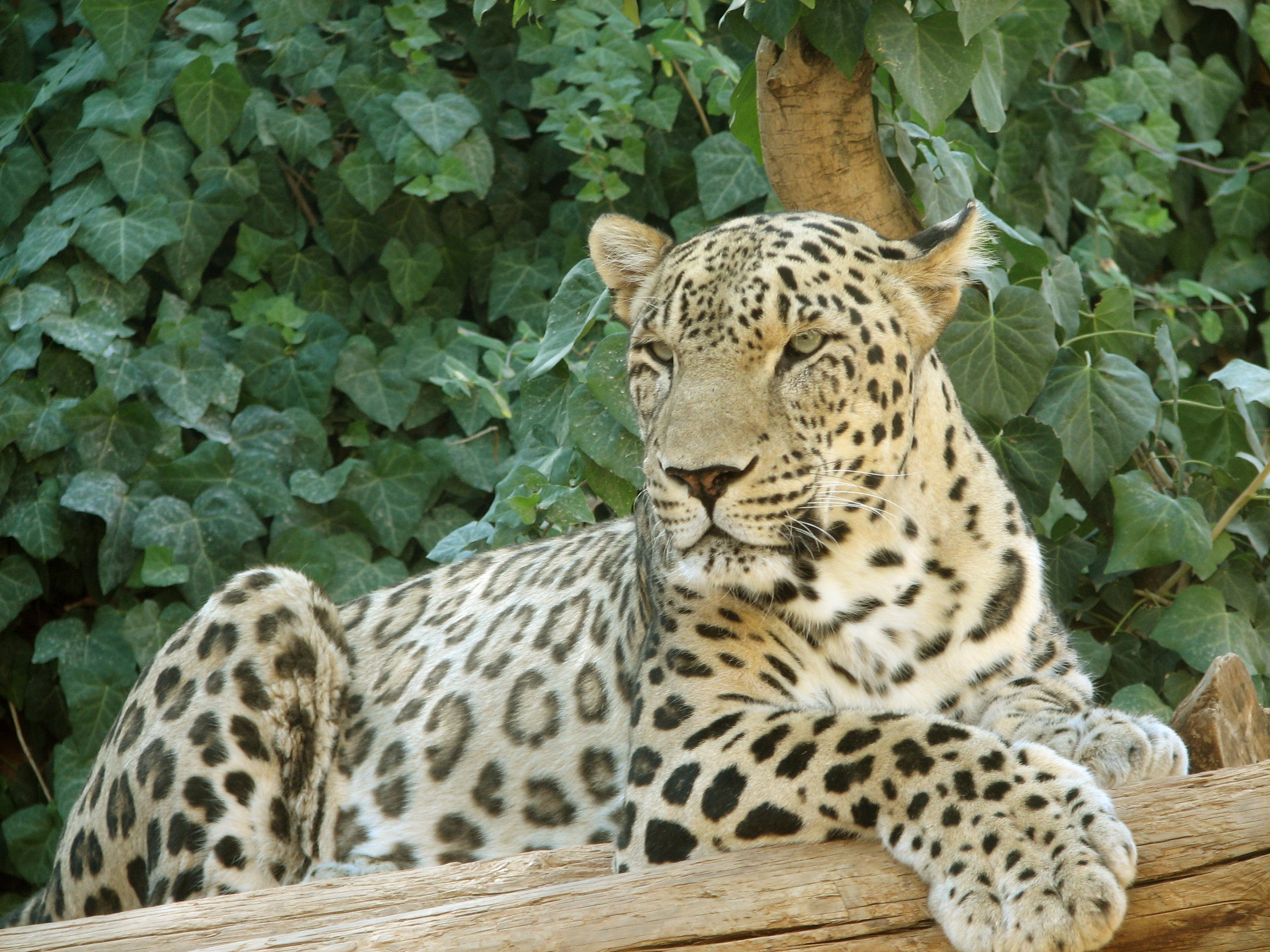
Levhart perský

### Fauna
Šaro-Argun je rychle proudící horská řeka, která v některých úsecích dosahuje šíře až 40 metrů. Ve vodách Šaro-Argunu se vyskytuje několik druhů ryb – pstruh potoční, hrouzek obecný a plotice obecná. Přírodovědecká expedice, která se uskutečnila v roce 2004, potvrdila, že v horských oblastech Dagestánu, Ingušska a Čečenska, včetně horního toku Šaro-Argunu, se zachovala populace chráněného levharta perského, zvaného též levhart zakavkazský (Panthera pardus saxicolor nebo Panthera pardus ciscaucasica).

### Osídlení
Území, kterým řeka protéká, bývalo od pradávna obydleno příslušníky horských vajnachských kmenů. V povodí Šaro-Argunu se vyskytuje množství historických památek, zejména pozůstatků pevností, obranných, strážních a obytných věží a místních pohřebišť. Mnohé z těchto staveb však utrpěly po násilném vysídlení čečenského obyvatelstva v roce 1944, řada sídel po rehabilitaci a návratu Čečenců do vlasti ani nebyla obnovena. Na horním toku Šaro-Argunu leží správní středisko šarojského okresu Chimoj, dále obce Šaroj, Kiri, Daj a Šaro-Argun.

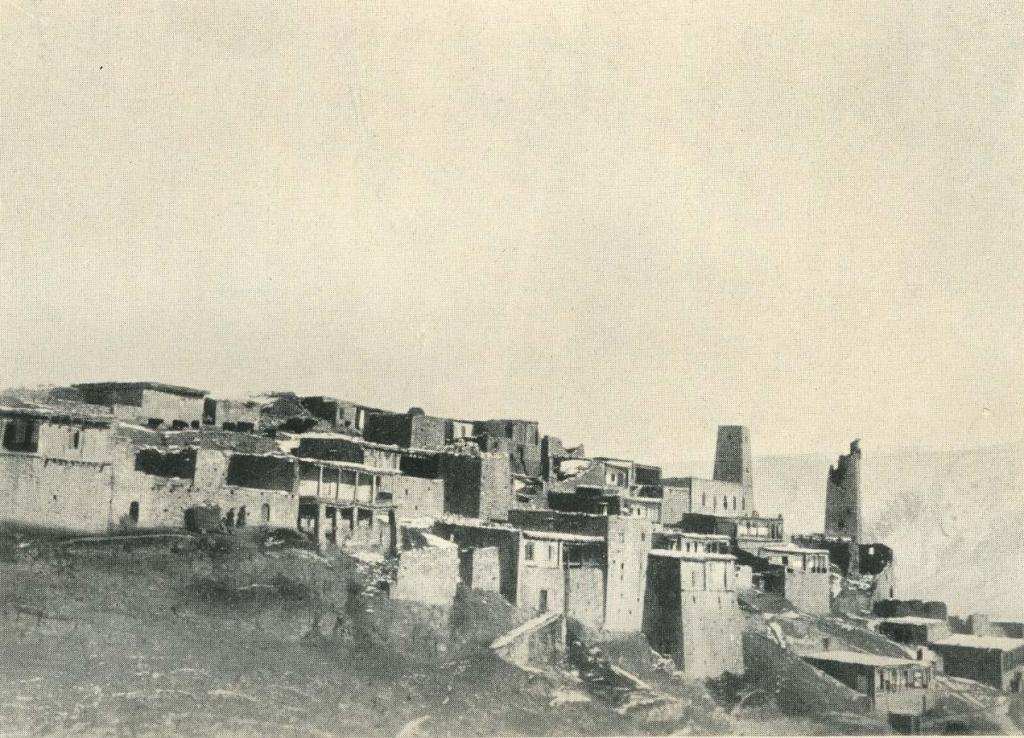
Pohled na Šaroj na levém břehu Šaro-Argunu kolem roku 1800

### Z historie Kavkazské války
Na dolním toku jsou řeky Argun a Šaro-Argun odděleny horským hřebenem Dargenduk (Даргендук). Svahy tohoto hřebene jsou pokryty hustým lesem, ve vrcholových partiích se nacházejí horské louky. Toto území je spojeno s historií Kavkazské války, neboť v polovině 19. století využila ruská vojska k pochodu do oblasti Šatoje cestu přes Dargenduk, aby se vyhnula průchodu Argunskou soutěskou., obsazenou čečenskými bojovníky. Soutok Argunu a Šaro-Argunu se nachází zhruba 9 km proti proudu Argunu nad místem, kde byla v roce 1844 na území někdejšího aulu Čachkeri (Чахкери, Шахьгири-Эвла) ruskými vojsky vybudována Vozdviženská pevnost.

## Most na soutoku
Začátkem roku 2015 byla přímo v místě soutoku Šaro-Argunu s Argunem zahájena technicky obtížná výstavba nového, 22 m vysokého a 158 m dlouhého silničního mostu. Most je budován na 32. kilometru silnice č. 305 Groznyj – Itum-Kali. Ukončení výstavby mostu bylo plánováno na rok 2017.

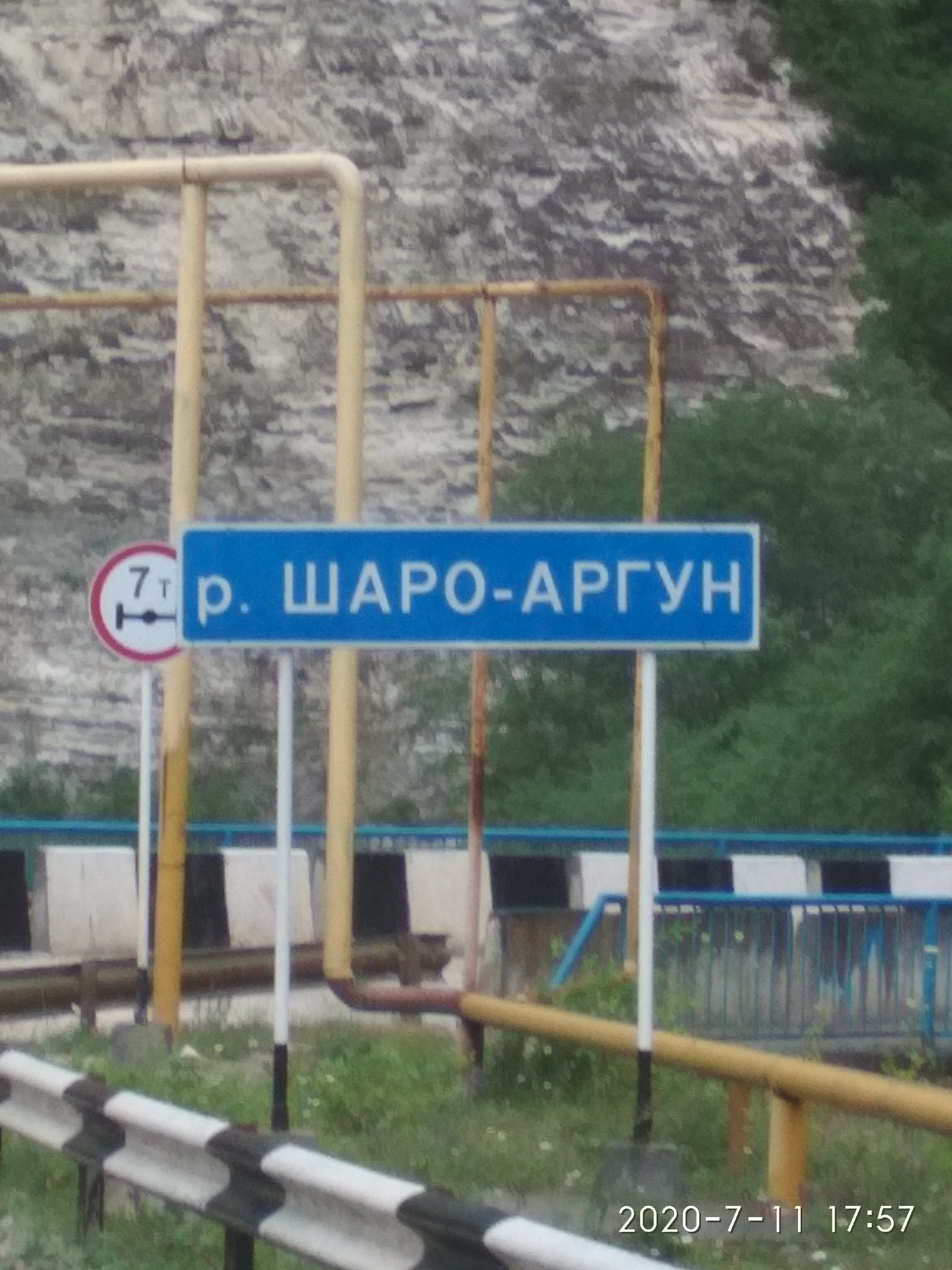
Most přes Šaro-Argun